# Übereinkommen über die Eichung von Binnenschiffen
Das Übereinkommen über die Eichung von Binnenschiffen (offizieller Titel in französisch Convention relative au jaugeage des bateaux de navigation intérieure) ist eine durch die Arbeitsgruppe Binnenschifffahrt des Binnenverkehrsausschusses der Wirtschaftskommission für Europa (UNECE) verhandelte UN-Konvention. Das Übereinkommen regelt die Schiffseichung bei Binnenschiffen sowie darauf aufbauend die Vergabe von Eichscheinen und die Anbringung der Eichmarken, Eichzeichen und Eichskalen.

## Einzelheiten
Die Aufgabe der Schiffseichung ist die Feststellung des Volumens des Schiffskörpers und der vom Schiff nach Maßgabe seiner Eintauchung verdrängten Wassermenge. Die Eichung wird in jedem Vertragsstaat durch sogenannte Schiffseichämter durchgeführt.

## Vertragsparteien
Folgende Staaten haben Stand 2024 das Übereinkommen ratifiziert:
| Staat                      | Unterzeichnung | Ratifizierung | Inkrafttreten |
| -------------------------- | -------------- | ------------- | ------------- |
| Belgien                    | 2. Nov. 1966   | 9. März 1972  | 19. Apr. 1975 |
| Bulgarien                  | 14. Nov. 1966  | 4. März 1980  | 4. März 1981  |
| Deutschland                | 14. Nov. 1966  | 19. Apr. 1974 | 19. Apr. 1975 |
| Frankreich                 | 17. Mai 1966   | 8. Juni 1970  | 19. Apr. 1975 |
| Luxemburg                  | 29. Juli 1966  | 26. März 1982 | 26. März 1983 |
| Königreich der Niederlande | 14. Nov. 1966  | 14. Aug. 1978 | 14. Aug. 1979 |
| Schweiz                    | 14. Nov. 1966  | 7. Feb. 1975  | 7. Feb. 1976  |
| Belarus                    |                | 30. Aug. 2006 | 30. Aug. 2007 |
| Moldau                     |                | 18. Jan. 2000 | 18. Jan. 2001 |
| Montenegro                 |                | 23. Okt. 2006 | 3. Juni 2006  |
| Polen                      |                | 22. Sep. 2017 | 22. Sep. 2018 |
| Rumänien                   |                | 24. Mai 1976  | 24. Mai 1977  |
| Russland                   |                | 19. Feb. 1981 | 19. Feb. 1982 |
| Serbien                    |                | 31. Juli 2002 | 27. Apr. 1992 |
| Slowakei                   |                | 28. Mai 1993  | 1. Jan. 1993  |
| Tschechien                 |                | 2. Juni 1993  | 2. Juni 1993  |
| Ungarn                     |                | 5. Jan. 1978  | 5. Jan. 1979  |

Folgende ehemaligen Staaten waren Vertragsparteien:
| Staat                           | Ratifizierung | Inkrafttreten |
| ------------------------------- | ------------- | ------------- |
| Tschechoslowakei                | 2. Jan. 1974  | 19. Apr. 1975 |
| Deutsche Demokratische Republik | 31. Aug. 1977 | 31. Aug. 1977 |
| Sowjetunion                     | 19. Feb. 1981 | 19. Feb. 1982 |
| Jugoslawien                     | 8. Dez. 1969  | 19. Apr. 1975 |
| BR Jugoslawien                  | 31. Juli 2002 | 27. Apr. 1992 |

## Umsetzung
In Deutschland wird das Übereinkommen durch die Binnenschiffseichordnung (BinSchEO) für die Bundeswasserstraßen umgesetzt. Diese wurde erstmals 1975 verabschiedet und 2022 in einer Neufassung veröffentlicht. In Deutschland ist die Generaldirektion Wasserstraßen und Schifffahrt als Schiffseichamt festgelegt, konkret wird die Eichung vom Dezernat Technische Schiffssicherheit durchgeführt.
Die Umsetzung des Übereinkommens in der Schweiz erfolgte 1975 durch die Verordnung über die Eichung der Binnenschiffe für Binnenschiffe auf dem Rhein und seinen Nebenflüssen und Seitenkanälen unterhalb Rheinfelden. Die Eichung liegt in der Verantwortung der von den Kantonen Basel-Stadt, Basel-Landschaft und Aargau benannten Schiffseichämtern unter der Aufsicht des Bundesamts für Verkehr.